# Théâtre municipal de Kotka
Le théâtre municipal de Kotka (finnois : Kotkan kaupunginteatteri) est un théâtre situé dans le quartier Kotkansaari de Kotka en Finlande.

## Architecture
Le théâtre municipal de Kotka a fonctionné à son adresse actuelle sur Keskuskatu depuis 1948 dans un bâtiment construit en 1927 pour la garde blanche.
Le bâtiment du théâtre a deux scènes: la Grande scène de 362 places et la scène Naapuri de  160 places.
Devant le bâtiment du théâtre a été érigée en 2005 la sculpture Ovidiuksen tanssi d'Olavi Mantere.
La sculpture fait partie de la promenade des sculptures de Kotka.